# Microsporum canis
Microsporum canis ist ein parasitisch auf der Haut vorkommender Pilz (Dermatophyt). Er ist ein vor allem bei Katzen (Katzenpilz) und Hunden häufiger Erreger einer Dermatophytose und gehört zu den zoophilen Dermatophyten. Auch beim Menschen und bei anderen Säugetieren kann er eine Erkrankung auslösen, womit er ein Zoonoseerreger ist. Die Infektion mit Microsporum canis (Mikrosporie) ist die häufigste „Urlaubsdermatophytose“, weil in südlichen Ländern über 90 % der streunenden Tiere infiziert sind, zum Teil ohne selbst Krankheitsanzeichen zu zeigen. Bei der einheimischen Katzenpopulation sind etwa 20 % der Tiere, meist symptomlose, Träger.
Auf Nährböden bildet der Pilz watteartige und scharf begrenzte Kolonien, die zunächst cremeweiß, später orange-gelblich gefärbt sind. Im mikroskopischen Bild zeigt er septierte Hyphen und wenige glatte und keulenförmige Mikrokonidien entlang der Hyphen. Die zahlreichen spindelförmigen Makrokonidien sind 10–25×35–110 µm groß, haben 6 bis 18 Kammern, knotenförmige Enden und eine dicke, raue Wand.